# Látúr
Látúr (maráthsky लातूर) je město v Maháráštře, jednom z indických svazových států. K roku 2011 v něm žilo přes 382 tisíc obyvatel. Je správním střediskem svého okresu.
Leží v jihovýchodní části Maháráštry nedaleko hranice s Karnátakou v nadmořské výšce 636 metrů nad mořem.
V roce 1993 zde došlo k ničivému zemětřesení, při kterém v okrese zahynulo kolem deseti tisíc lidí.